# 陳清河
陳清河（1960年—2013年12月17日），台灣彰化縣鹿港鎮人，中華民國長拳洪拳推廣學會（長洪武術學會）創辦人，畢生致力於推廣傳統中國武術，對當代台灣武術的發展影響至鉅。

## 生涯
陳清河自幼即對中國武術懷抱著極大的興趣，由於是農家子弟，在田裡幫忙如插秧、割稻、扛稻穀…等農事時，即體會到將武術融入生活的道理，以此鍛鍊腰力、腿力及抓力，也因此紮下良好的基本功；進入大學以前，在當地就已經學習太祖拳、縱鶴拳、洪拳等武術。進入中國文化大學中文系之後，就以學術的方式來研究與學習武術，使得武術的學習更加有了內涵。這時期是陳清河在武學思想與觀念的一大轉變，變得更加成熟與富有涵養。陳清河先生認為研讀古文可以調整情緒，譬如《莊子》的「純任自然，反璞歸真」可以使人心情舒暢，儒家的「知其不可為而為之」能勉力學習，因此學武者必須習文，這也是自古以來的明訓。
陳清河在習武的過程中曾經和多位師父學習拳術，而對他影響最深的兩位師父，一位是韓慶堂長拳老師李茂清，李茂清老師教學認真，崇尚武德，教學一絲不苟，認為習拳要求一招一式的正確，才能練好動作正確無誤的套路，這對於陳清河先生日後練習武術與教學嚴謹，注重內斂收攝有關；而另一位則是洪拳老師張克治，其教學活潑多變化，時常隨性所致教學，但是並不是不注重基本功法，有紮實的基本功才有靈巧變化的本錢。北少林長拳動作大開大合，既陽剛有力，又奔放飄逸，內含簡潔樸實的古意；洪拳依各式型與套路不同，時剛時柔、身形變化多端，手法靈巧千變萬化，由此為陳清河先生所主推的武學主軸。
1986至1994年，陳清河於台北市國術會擔任訓練中心總教練，並擔任國立台灣大學、國立中央大學及中國文化大學、資策會、長庚醫院林口院區……等多所大專院校及公司社團國術老師。這些經歷，讓陳清河先生在武術教學及行政推廣上都有完整的歷練，更有與國內外的知名武術人士、團體接觸的機會、充分拓展了武術界的人脈資源。
為了實現傳承武術的理想，並打破門派自限的舊有思維，陳清河將北少林長拳及南方洪拳融合成一個廣度深度兼備的拳術教學體系，1994年在台北縣新店市成立中華民國長拳洪拳推廣學會，1998年館址自新店市搬至台北市南京東路四段。
長洪武術學會在人才上致力培養一批能文能武的優秀教練與幹部，在武術教學上以長拳、洪拳為主，輔以太極、蔡李佛等拳術；在文獻資料上收集國內外武術相關文獻與多媒體視聽資料；在制度上每年修正制度與規章，調整推廣方針，如段級制度使學員有所依循；每年辦理「長洪盃武術博覽會」，為學員提供觀摩聯誼的機會，也訓練幹部規劃活動能力；定期出版會訊、年刊、更新網站，以保留武學資料及學員交流的心聲，這些方式提供了長洪學員一個學習的天地，也實現的陳清河的武術傳承。目前在台北總會及長洪武術學會由其妻子曾慧美教練負責，台灣各地開設武館弟子則計有、新北市板橋館陳江山、新竹館呂瑞旭、樹林館劉傳鈺、新店館鄭至為，以及高雄、東湖、天母、三峽、中壢、台中等地方訓練所。
陳清河為長洪武術學會創辦人，並擔任第一、二任會長；卸任後擔任總教練，專注於學會的各項教育訓練，所教學生有數千人以上，遍及全台及亞、歐、歐美及南非等地。目前長洪武術學會各分會與訓練所，在全台與海外共有數十處之多，深獲好評。時常獲邀請於各公司、地區、學校、社團演講及授課。並數度遠至南非約翰尼斯堡及開普敦等地，講座並敎授中國武術。
2013年12月17日，陳清河到宜蘭縣礁溪鄉五峰旗風景區登山健行，因心肌梗塞猝逝，享年53歲。靈骨奉安於新北市八里區關渡龍園。

## 師承
1. 長拳：承自韓門李茂清老師，另外范之孝老師曾傳授小洪拳。
2. 洪拳：在鹿港時曾自一位侯（或何）老師學習五形拳及虎鶴雙形拳。大學時期跟張克治老師學習五禽拳、十形拳、鐵線拳等。
3. 太極拳：承自李茂清老師。

## 著作
1. 工字伏虎拳：早期出版書籍，由工字伏虎拳來解釋洪拳的入門基本觀念要訣，對「剛」字訣有很深刻的說明。已絕版。
2. 長拳之門：早期出版書籍，由連步拳來解釋長拳的入門基本觀念要訣。已絕版。
3. 長拳之路：由連步拳來解釋長拳的入門基本觀念要訣。
4. 洪拳之鑰：五禽虎（猛虎出林）、盤龍棍、洪門棍、洪門劍等拳譜。
5. 武術的生命力：氣功入門之儲養，以及進階之運氣法。
6. 少林埋伏：由功力拳和二路埋伏拳來對長拳做進階的說明。
7. 蛇形練氣：蛇形拳要訣與靈蛇出洞拳譜。
8. 武學之道：武學境界提升的方法，以及鶴形拳訣要，單鶴朝枝拳譜。
9. 太極拳講義：楊澄甫－韓慶堂－李茂清一脈楊氏太極拳套路動作詳細解析。[3]

## 氣功
氣功在陳清河的武術教學中是至為關鍵的一環，陳清河稱氣功為武術的生命力。其層次分為四個階段：
1. 儲養氣息-- 分為丹田呼吸、體呼吸、控制法三層練習法
2. 運氣法門-- 在控制法的基礎上，練習逆式呼吸，再以捲浪法、按氣法、震身法、催勁法等四大功法來練習氣勁運用。
3. 轉化氣息-- 在體呼吸的基礎上，將氣息的應用再化為無形不著痕跡。
4. 回歸自然-- 武術談自然，但不是無方向的隨意，要從見山是山，見山不是山，再回到見山是山，必須在修行得道之後，才能夠有真知卓見。[4]

## 外部連結
- 南北匯治 長洪武術 陳清河 老師
- 長洪武術推廣學會　長拳之路